# Lúcio Afínio Galo
Lúcio Afínio Galo (em latim: Lucius Afinius Gallus) foi um senador romano eleito cônsul em 62 com Públio Mário. Nada mais se sabe sobre ele.